# Otostigmus cuneiventris
Otostigmus cuneiventris är en mångfotingart som beskrevs av Carl Oscar von Porat 1893. Otostigmus cuneiventris ingår i släktet Otostigmus och familjen Scolopendridae.
Artens utbredningsområde är:
- Kamerun.
- Kenya.
- Tanzania.

Inga underarter finns listade i Catalogue of Life.